# Rocca del Leone
La rocca del Leone, o fortezza medievale, è un'interessante struttura pentagonale irregolare, dominata da un torrione triangolare alto 39 metri; agli angoli, quattro torri fortificano le mura merlate. Il fortilizio si trova a Castiglione del Lago, in Umbria, sulle sponde del lago Trasimeno.

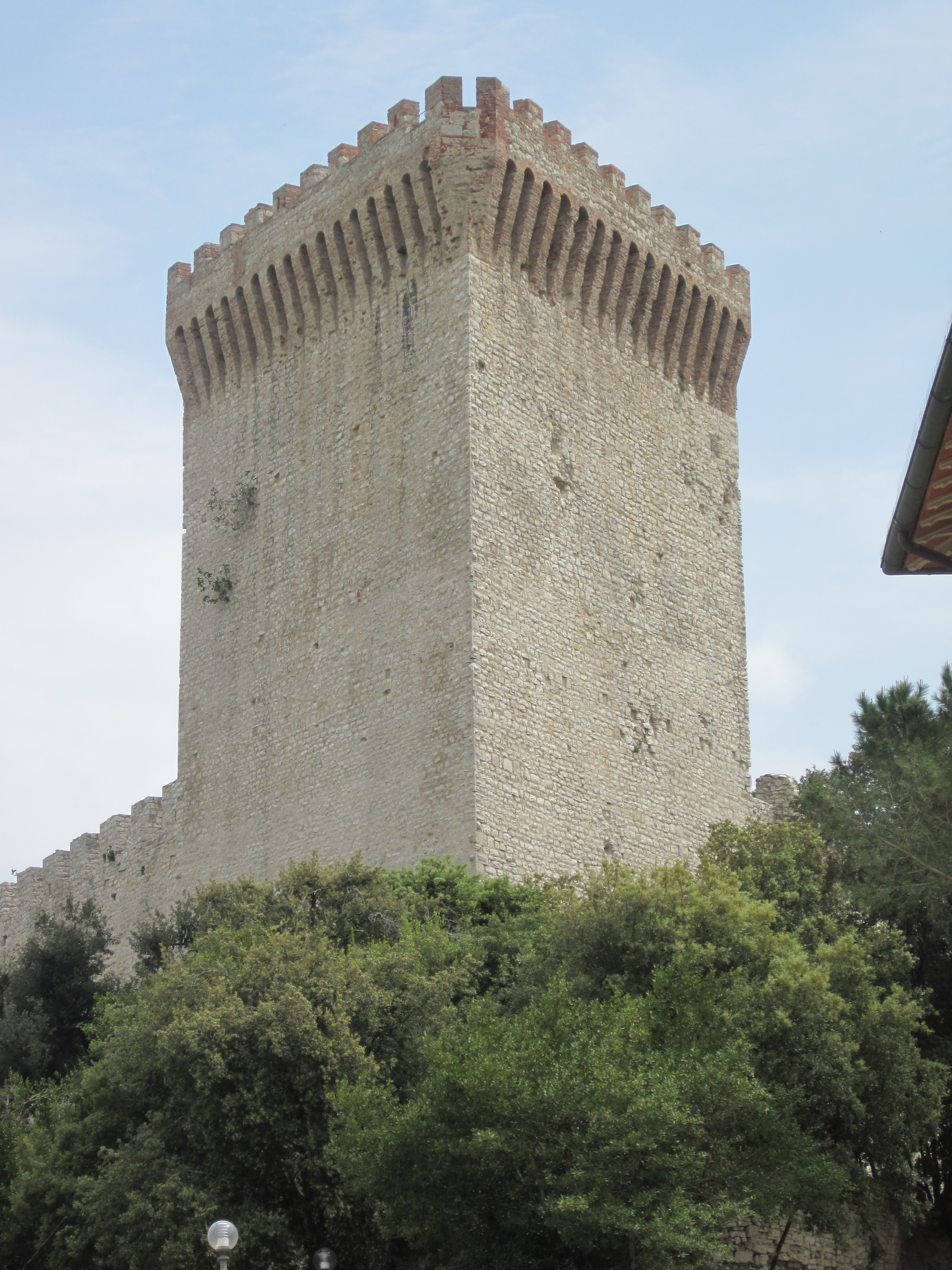
Il Mastio della rocca

## Storia e descrizione
La rocca fu fatta erigere dall'imperatore Federico II di Svevia nei primi decenni del 1200, come obiettivo nel dislocamento delle truppe, sui resti di una più antica costruzione, corredata di una pieve, dedicata ai SS. Filippo e Giacomo, della quale rimangono pochi ruderi.
La vera rocca è costituita dall'estrema appendice del baluardo che serra la piccola penisola sul Trasimeno. Il maschio esercitava attività di accurata vigilanza sul lago e sulle terre limitrofe, rappresentando l'ultima fortificazione cautelativa.
Il palazzo ducale, voluto dal marchese di Castiglione del Lago Ascanio della Corgna nel 1563, è in comunicazione con il fortilizio tramite un suggestivo camminamento coperto (con feritoie sul lago) al quale si accede da una porta ubicata nella sala del trono.
Il fortilizio è stato sovente trasformato: Federico II quasi sicuramente incaricò Elia da Cortona di ricostruirlo. Ascanio della Corgna, esperto in architettura militare, lo rese inattaccabile e per questo motivo famoso in Europa.
Nel 1325 l'architetto Lorenzo Maitani accettò di ristrutturare la rocca. Il complesso fu migliorato e ingrandito nel 1503 dai signori di Perugia Giampaolo Baglioni e Malatesta IV che vi fissarono la residenza estiva.
I lavori, come detto, proseguirono fino al 1571 con Ascanio della Corgna che sostituì alcune torri con bastioni cilindrici e fece realizzare, all'interno del recinto, un giardino all'italiana.
I successori di Ascanio I, Diomede, Ascanio II e Fulvio Alessandro si occuparono maggiormente di impreziosire il palazzo, curandosi poco della fortezza. Questa fu assaltata, nel 1642, con scarsi risultati, dall'esercito del duca di Parma Odoardo I, per ottenere il passaggio nel feudo corgnesco, durante la cosiddetta Guerra Barberina per l'occupazione del farnesiano ducato di Castro (1641-1644) ed i soldati, pertanto, in assenza di Fulvio II, penetrarono nel borgo con altri sistemi.
La rocca, infine, dopo la devoluzione del ducato castiglionese allo Stato della Chiesa, in seguito alla morte, nel 1647, del duca Fulvio II, privo di eredi, passò sotto la giurisdizione pontificia e, nel 1860, al locale comune.
Attualmente è utilizzata per spettacoli folcloristici e teatrali durante la bella stagione.